# Thinopteryx striolata
Thinopteryx striolata là một loài bướm đêm trong họ Geometridae.